# Cartaya
Cartaya település Spanyolországban, Huelva tartományban. Cartaya Lepe, Ayamonte, Sanlúcar de Guadiana, Villanueva de los Castillejos, Gibraleón és Punta Umbría községekkel határos. Lakosainak száma 21 408 fő (2024).

## Népesség
A település népessége az utóbbi években az alábbiak szerint változott:
| Lakosok száma | 12 970 | 14 767 | 16 042 | 17 905 | 19 044 | 19 168 | 19 094 | 19 974 | 20 314 | 21 408 |
|               | 2001   | 2004   | 2006   | 2009   | 2011   | 2014   | 2016   | 2019   | 2021   | 2024   |